# Volšovka
Volšovka je potok v Šumavském podhůří. Pramení poblíž Kochánova u Hartmanic v Plzeňském kraji a jižně od Sušice se vlévá zleva do Otavy. Potok je dlouhý 16,4 kilometru, plocha jeho povodí měří 74,8 km² a průměrný průtok u ústí dosahuje 0,86 m³/s.

## Průběh toku
Volšovka pramenní v katastrálním území Kochánov II, asi tři sta metrů severně od samoty Radkov. Pramen se nachází v nadmořské výšce 914 metrů. Potok teče směrem k Hartmanicím, u kterých se tok stáčí k severu a u Petrovic u Sušice změní směr opět k východu. Do Otavy se vlévá zleva v nadmořské výšce 482 metrů. Přibližně v úseku od pramene ke Chlumu protéká chráněnou krajinnou oblastí Šumava a ve stejném úseku údolí potoka odděluje geomorfologické celky Šumava a Šumavské podhůří.
Do Volšovky se poblíž Petrovic u Sušice zleva vlévá Kepelský potok.

## Mlýny
- Mochovský mlýn – Mochov u Hartmanic, kulturní památka

## Galerie

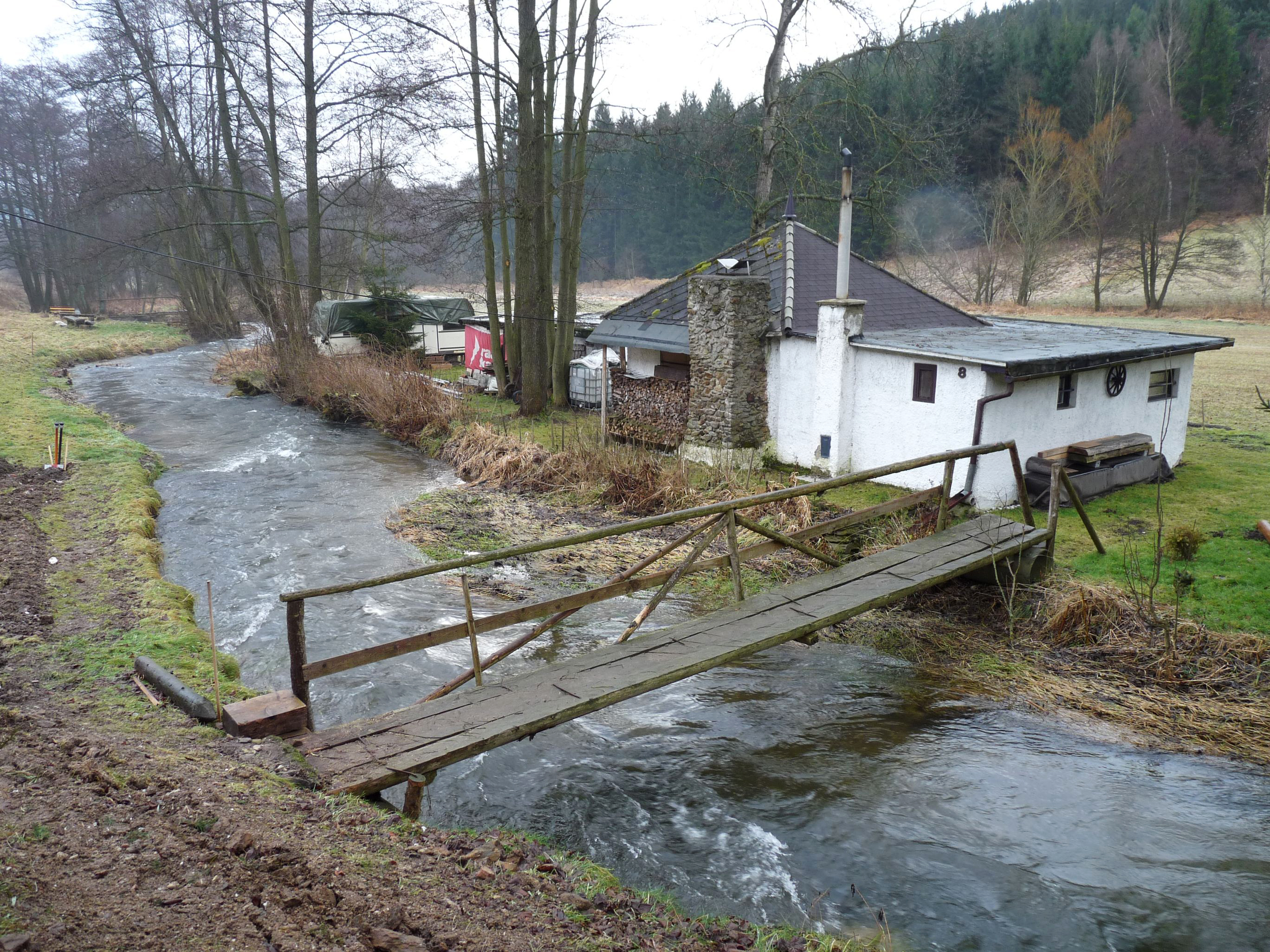
Volšovka u Františkovy Vsi
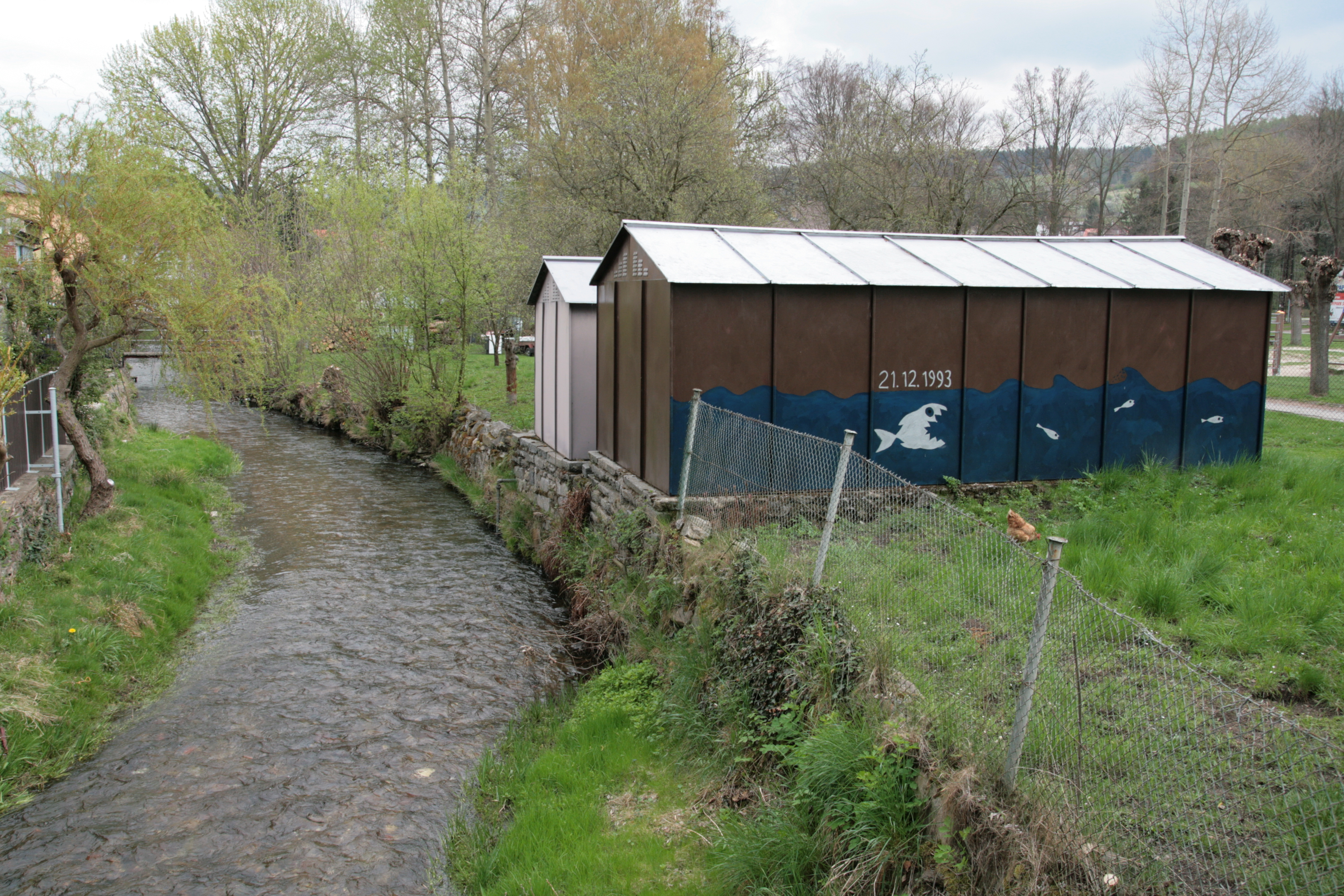
Volšovka v Sušici
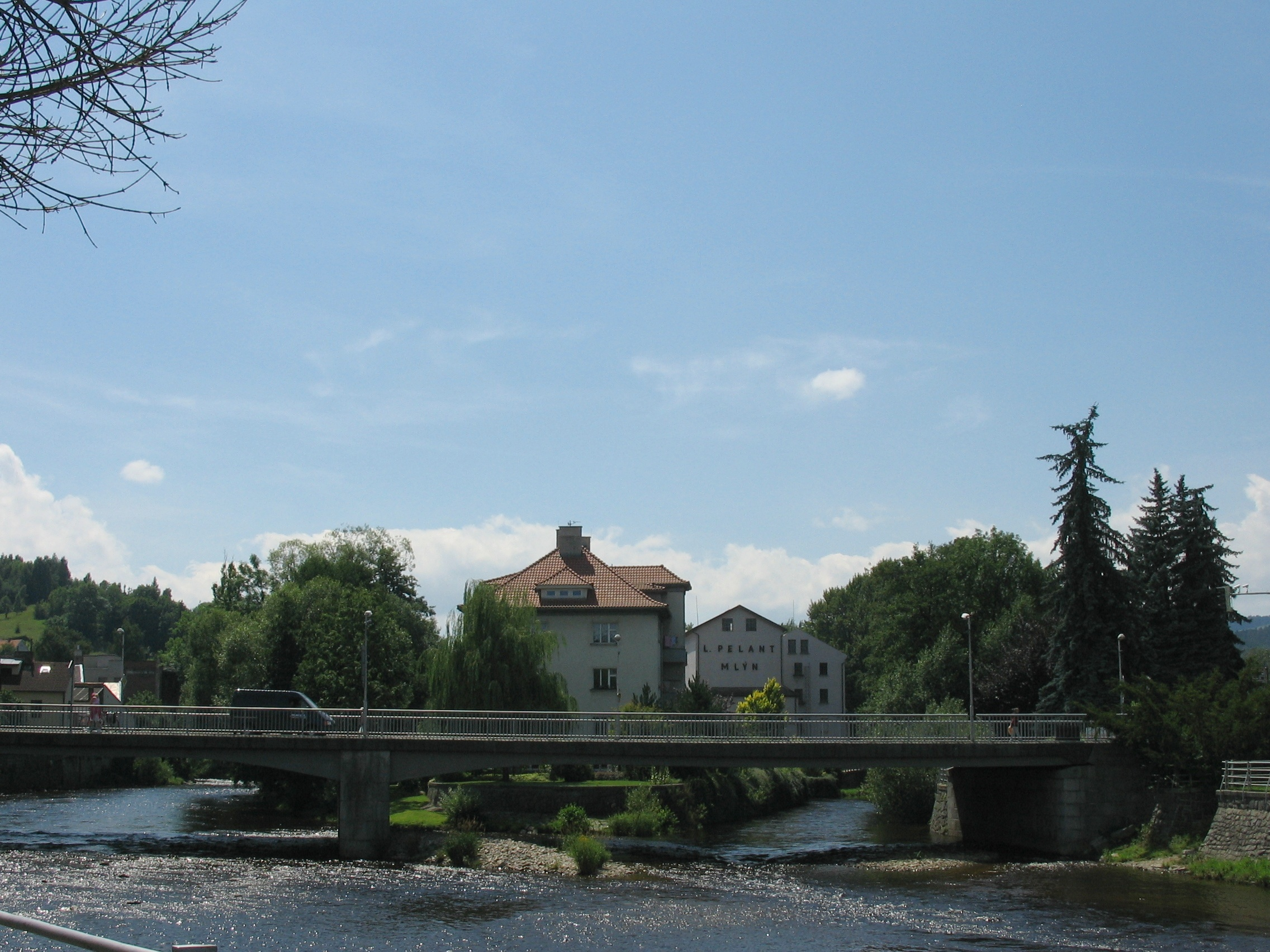
Soutok Volšovky s Otavou